# 沙蒂永勒迪克
沙蒂永勒迪克（法語：Châtillon-le-Duc，法語發音：[ʃatijɔ̃ lə dyk]）是法国杜省的一个市镇，位于该省西北部，贝桑松市区西北部，属于贝桑松区。

## 地理
沙蒂永勒迪克（47°18'15"N, 6°0'25"E）面积6.26 平方千米，位于法国勃艮第-弗朗什-孔泰大區杜省，该省份为法国东部内陆省份，北起上索恩省，西接汝拉省，东部及东南部与瑞士接壤，东北部与贝尔福地区省接壤。
与沙蒂永勒迪克接壤的市镇（或旧市镇、城区）包括：博奈、埃科勒-瓦朗坦、塔勒奈、比西耶尔、莱索克松。

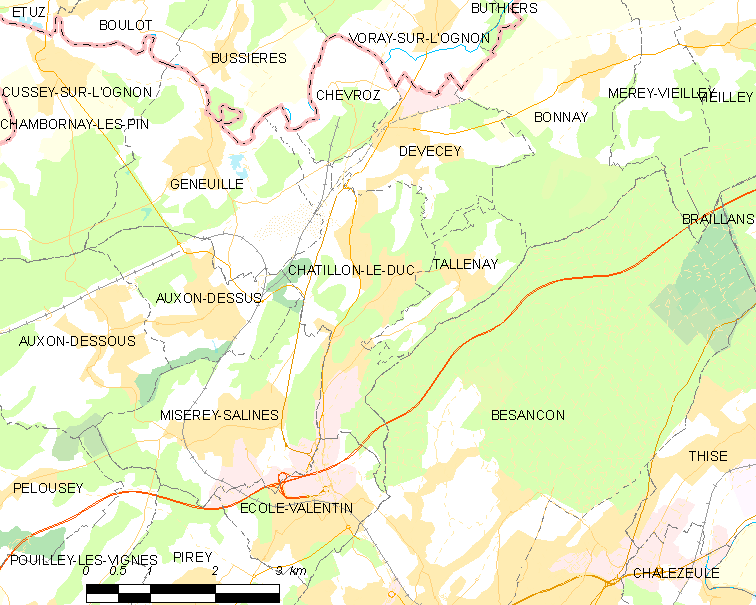
沙蒂永勒迪克的OSM定位图

沙蒂永勒迪克的时区为UTC+01:00、UTC+02:00（夏令时）。

## 行政
沙蒂永勒迪克的邮政编码为25870，INSEE市镇编码为25133。

## 政治
沙蒂永勒迪克所属的省级选区为贝桑松第三县。

## 人口

1962-2008年间沙蒂永勒迪克人口变化图示

沙蒂永勒迪克于2022年1月1日时的人口数量为2025人。